# Trixoscelis canescens
Trixoscelis canescens är en tvåvingeart som först beskrevs av Friedrich Hermann Loew 1865.  Trixoscelis canescens ingår i släktet Trixoscelis och familjen myllflugor. Inga underarter finns listade i Catalogue of Life.